# Ogden-Syndrom
Das Ogden-Syndrom ist eine sehr seltene angeborene Erkrankung mit den Hauptmerkmalen vorzeitig gealtertes Aussehen, Wachstumsstörung, Skoliose, Muskelschwäche, Sprachverzögerungen, Lernschwierigkeiten, Autismus, geistige Behinderung, Verhaltensstörungen wie kurze Aufmerksamkeitsspanne, Hyperaktivität, Aufmerksamkeitsdefizit-Hyperaktivitätsstörung, verletzende Verhaltensweisen (sich selbst und andere),  Astigmatismus, Kurzsichtigkeit, Schielen, Sehbehinderung, Entwicklungsverzögerung, Herzrhythmusstörung. und einige andere.
Das Syndrom wurde erstmals 2011 von Dr. Gholson Lyon beschrieben. Die Bezeichnung bezieht sich auf die Stadt Ogden im US-Bundesstaat Utah, wo die erstbeschriebene Familie wohnte.
Das Syndrom ist nicht mit dem Zuelzer-Ogden-Syndrom zu verwechseln, einer megaloblastischen Anämie.

## Verbreitung
Die Häufigkeit wird mit unter 1 zu 1.000.000 angegeben, die Vererbung erfolgt X-chromosomal rezessiv oder dominant.

## Ursache
Der Erkrankung liegen Mutationen im NAA10-Gen auf dem X-Chromosom Genort q28 zugrunde, welches für die N-α-Acetyltransferase 10 codiert.
Mutationen in diesem Gen liegen auch dem Lenz-Syndrom zugrunde.

## Klinische Erscheinungen
Klinische Kriterien sind:
- Manifestation beim Kleinkind oder Neugeborenen
- Wachstumsstörung
- Psychomotorische Retardierung
- Muskelschwäche
- vorgealtertes Aussehen
- Kryptorchismus
- Herzrhythmusstörungen
- Skelettveränderungen wie weit offene Fontanelle, kleine Hände und Füße, breite Großzehe und Skoliose

## Diagnose
Die Diagnose ergibt sich aus der Kombination klinischer Befunde und kann durch Mutationsnachweis gesichert werden.